# Museu d'Art de Girona
El Museu d'Art de Girona és un museu fundat el 1976 i situat a l'edifici del Palau Episcopal de Girona, al costat de la catedral. Al museu s'hi pot contemplar per ordre cronològic l'art gironí a través d'èpoques i estils successius: romànic, gòtic, renaixement, barroc, realisme, modernisme i noucentisme. També hi ha sales monogràfiques dedicades a la ceràmica, al vidre i a l'art propi de la litúrgia catòlica, així com sales d'exposició temporals. Les principals col·leccions són les medievals, d'on en destaca l'Ara portàtil de Sant Pere de Rodes.
El Museu d'Art també gestiona el conjunt patrimonial de l'Antic Hospital de Santa Caterina, el qual conté una de les farmàcies millors conservades del continent.

## Història
El 7 de desembre de 1976, la Diputació de Girona i el Bisbat de Girona van signar un conveni gràcies al qual es formava el Museu d'Art de Girona. La Diputació hi va aportar part del fons del Museu Provincial d'Antiguitats i Belles Arts i en va sufragar els costos de gestió i funcionament; el Bisbat, per la seva part, hi va aportar el fons del Museu Diocesà i va cedir el Palau Episcopal de la ciutat perquè fos la seu del nou equipament.
El Museu d'Antiguitats i Belles Arts va ser creat l'any 1846 per tal de salvaguardar les obres d'interès artístic i arqueològic, així com les restes arquitectòniques dels edificis secularitzats arran de la desamortització de Mendizábal (1835). Va ser inaugurat l'any 1870 dins del monestir romànic de Sant Pere de Galligants, i el seu fons acollia una important col·lecció d'elements arqueològics de tota la província de Girona així com un volum important d'objectes d'art formada per adquisicions i donacions dels mateixos artistes. Posteriorment es va rebre un fons d'obres dipositades pel Museu del Prado de Madrid. A partir de 1976, després del conveni entre la Diputació i el Bisbat de Girona, les col·leccions arqueològiques van romandre a Sant Pere de Galligants sota la gestió del Museu Arqueològic de Catalunya (MAC).
El Museu Diocesà, d'altra banda, va ser creat l'any 1942 pel bisbe Josep Cartañà i Inglés a partir d'unes col·leccions d'art i arqueologia reunides pel canonge Ramon Font i per mossèn Pere Valls que des de 1929 s'exposaven al Saló del Tron. La creació del museu tenia per objectiu protegir les obres arqueològiques i artístiques de les esglésies de la diòcesi i van augmentar amb les obres adquirides pel mateix Bisbat i també gràcies a les donacions particulars. Inicialment, la col·lecció s'emplaçà en un dels edificis nobles de la ciutat, la casa Carles (situada a la Plaça del Vi), cedida per testament al Bisbat de Girona. Amb el pas del temps aquestes dependències van esdevenir insuficients per a allotjar l'important fons del Museu Diocesà; així, l'any 1974 la col·lecció fa ser traslladada al Palau Episcopal, que en seria la seu definitiva.
Entre els anys 1979 i 1991 es van dur a terme diverses fases de condicionament i remodelació del Museu d'Art de Girona, donant com a resultat el discurs cronològic que comprèn les diferents manifestacions artístiques des de l'època romànica fins als inicis del segle xx. Des de l'any 1992 la Generalitat de Catalunya, a través del Departament de Cultura, va assumir les tasques de gestió que abans corresponien a la Diputació de Girona. Al llarg dels anys el Museu ha vist créixer la seva col·lecció d'art contemporani gràcies a les aportacions d'aquesta institució. El Museu Nacional d'Art de Catalunya va cedir en dipòsit, així mateix, El gran dia de Girona de Ramon Martí i Alsina el 2010.

## Edificis

### Palau Episcopal de Girona
El Palau episcopal està format per un pati central voltat d'edificacions del romànic i el gòtic. A l'oest hi ha la Torre davantera, que configura bona part de la façana que dona a la Plaça dels Apòstols. A l'est hi ha el Saló del Tron, sobre una cisterna i dues estances amb mitja volta, i la Torre de la Presó, que al darrere té l'edifici de Can Fallo i un edifici amb envoltat de tres jardins: el Jardí dels Escuts amb entrada al carrer dels Alemanys, el Pati del Pou i el Jardí de Rocabertí, amb accés del carrer d'en Pere de Rocabertí. Al nord hi ha la Galeria romànica que comunica la Torre davantera amb el Saló del Tron, i a la seva esquerra hi ha les capelles. El Cementiri dels Negres està separat per una paret de la plaça. Al sud del pati centra, comunicant amb la Plaça dels Lledoners, hi ha edificis més moderns, dels segles xvi i xvii.
La presó del Palau, encara visitable, era un espai acollidor en comparació amb la resta de presons de l'època. En comptes de tractar-se d'una masmorra subterrània, s'ubica al segon pis, oferint als condemnats vistes sobre un pati i la part alta de la ciutat. També estava equipada amb una llar de foc. Els reclusos tampoc eren els ordinaris: es tractava dels religiosos castigats pel bisbe o pels tribunals de l'Església. A les parets cobertes amb calç encara s'hi poden llegir algunes de les inscripcions que els presoners s'entretenien a fer-hi.
L'any 1898, el bisbe Tomàs Sivilla va comprar la casa Falló amb el Jardí dels Escuts i el Pati del Pou. Actualment a la casa Falló hi ha les oficines, la biblioteca, els tallers educatius, les reserves i el taller de restauració.

### Antic Hospital de Santa Caterina

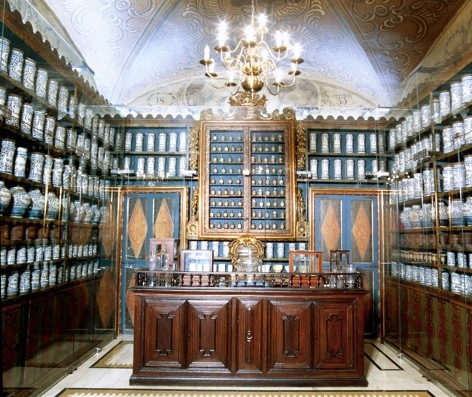
Antiga farmàcia

La farmàcia de l'antic Hospital de Santa Caterina és una de les poques farmàcies hospitalàries històriques que es conserven en el seu emplaçament original. La seva restauració ha permès que sigui visitable, accedint-hi a través del pati de les Magnòlies de la seu dels Serveis Territorials de la Generalitat de Catalunya a Girona. La farmàcia es va construir a finals del segle xvii i a l'interior s'hi conceben dues estances separades: la farmàcia i el laboratori o rebotiga. La farmàcia està adornada amb pintures del segle xix que amaguen la decoració anterior original, d'època barroca, i a les parets hi ha armaris i prestatges que encabeixen una col·lecció de pots de ceràmica, una de les més importants de Catalunya, i altres elements farmacèutics
La capella de Santa Caterina s'ha reconvertit en l'Auditori Josep Irla dels Serveis Territorials de la Generalitat de Catalunya a Girona; en aquest espai, a banda d'acollir actes oficials i activitats culturals obertes als ciutadans, s'hi presenta El gran dia de Girona de Ramon Martí Alsina, pintura d'excepcionals dimensions (496 x 1.082 cm) que escenifica la defensa de Girona per part dels ciutadans durant la Guerra del Francès el 19 de setembre de 1809.

## Col·lecció

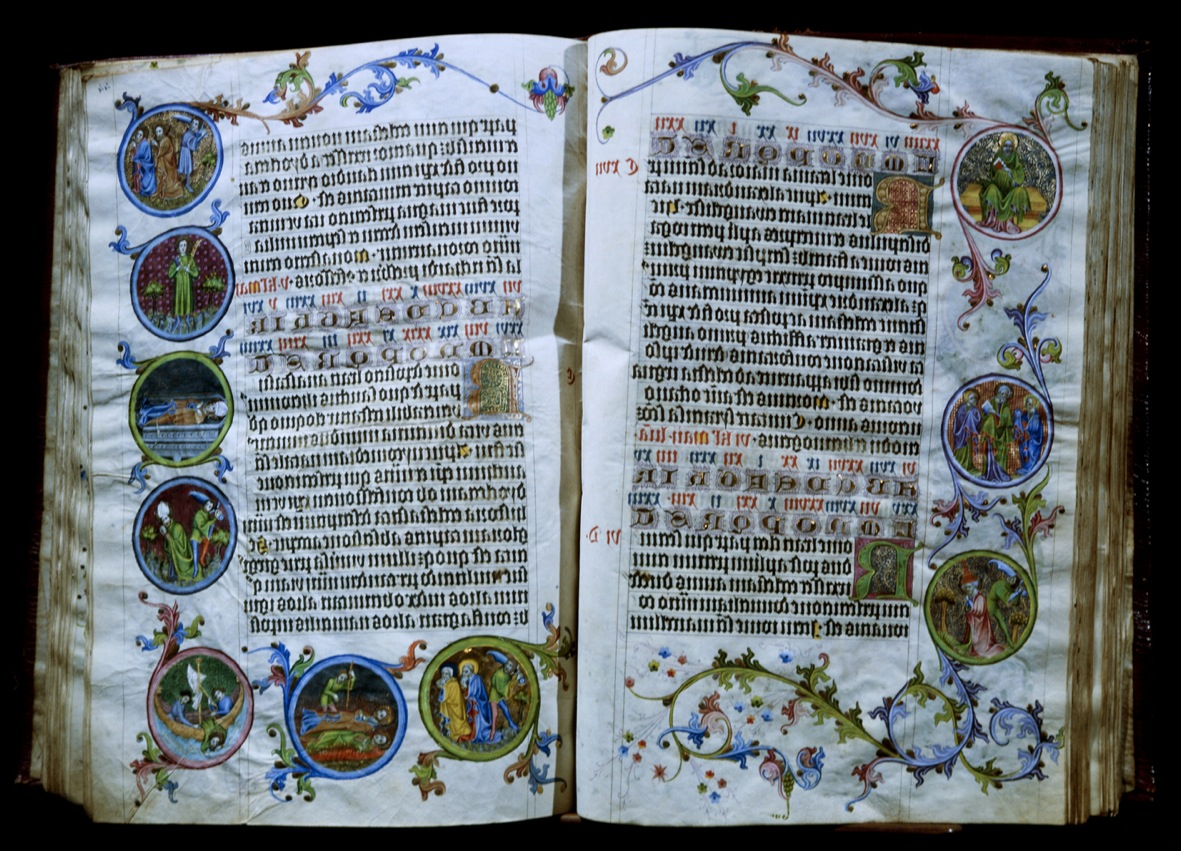
Martirologi d'Usuard

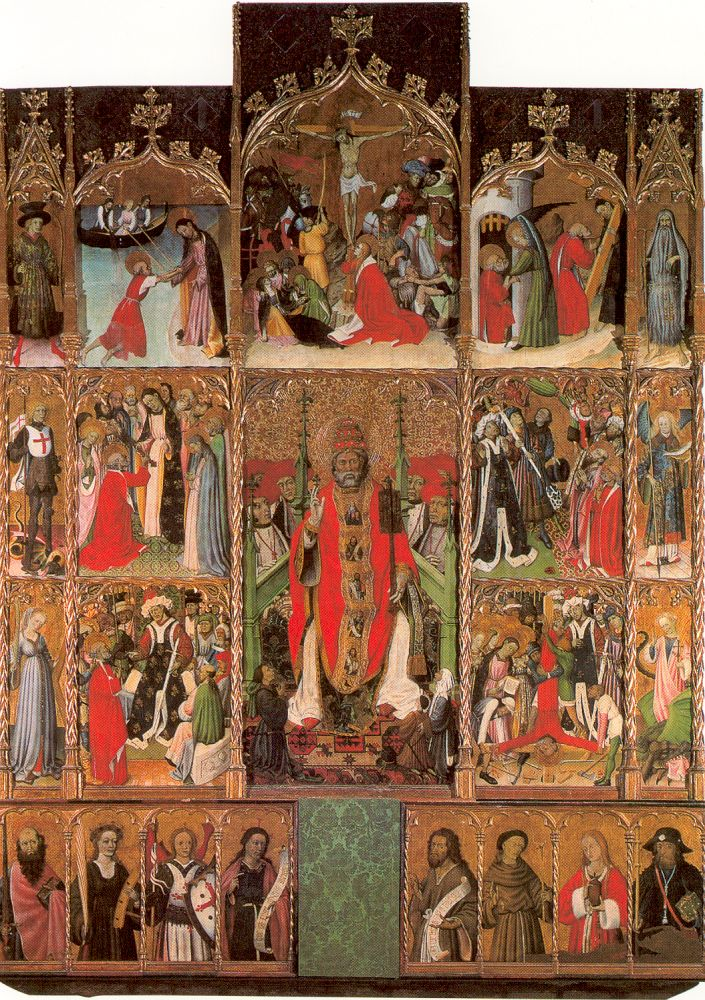
Retaule de sant Pere de Púbol, obra de Bernat Martorell

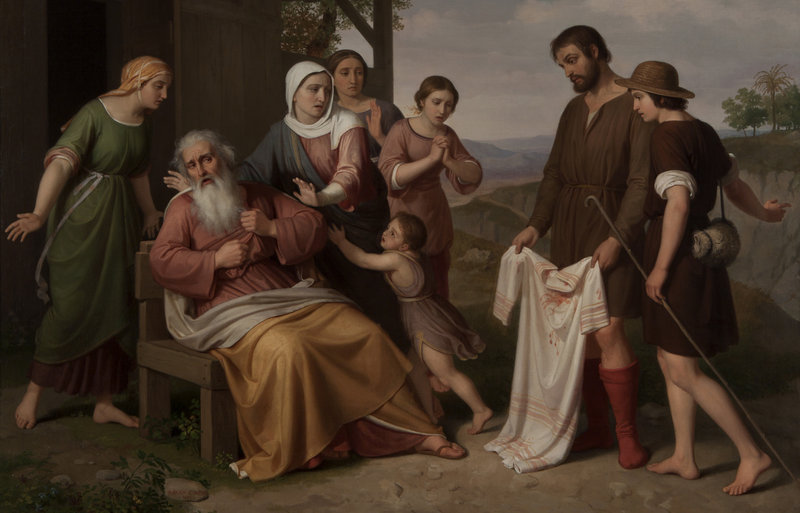
Jacob rep la túnica ensangonada del seu fill Josep, obra de Pelegrí Clavé

La col·lecció permanent és el resultat d'haver ajuntat diverses col·leccions preexistents (la col·lecció de l'antic Museu Provincial d'Antiguitats i part dels fons del mateix Museu Diocesà), així com obres provinents de la col·lecció de la Generalitat de Catalunya. Algunes de les obres més destacades de la col·lecció del museu es llisten a continuació.

### Preromànic i romànic

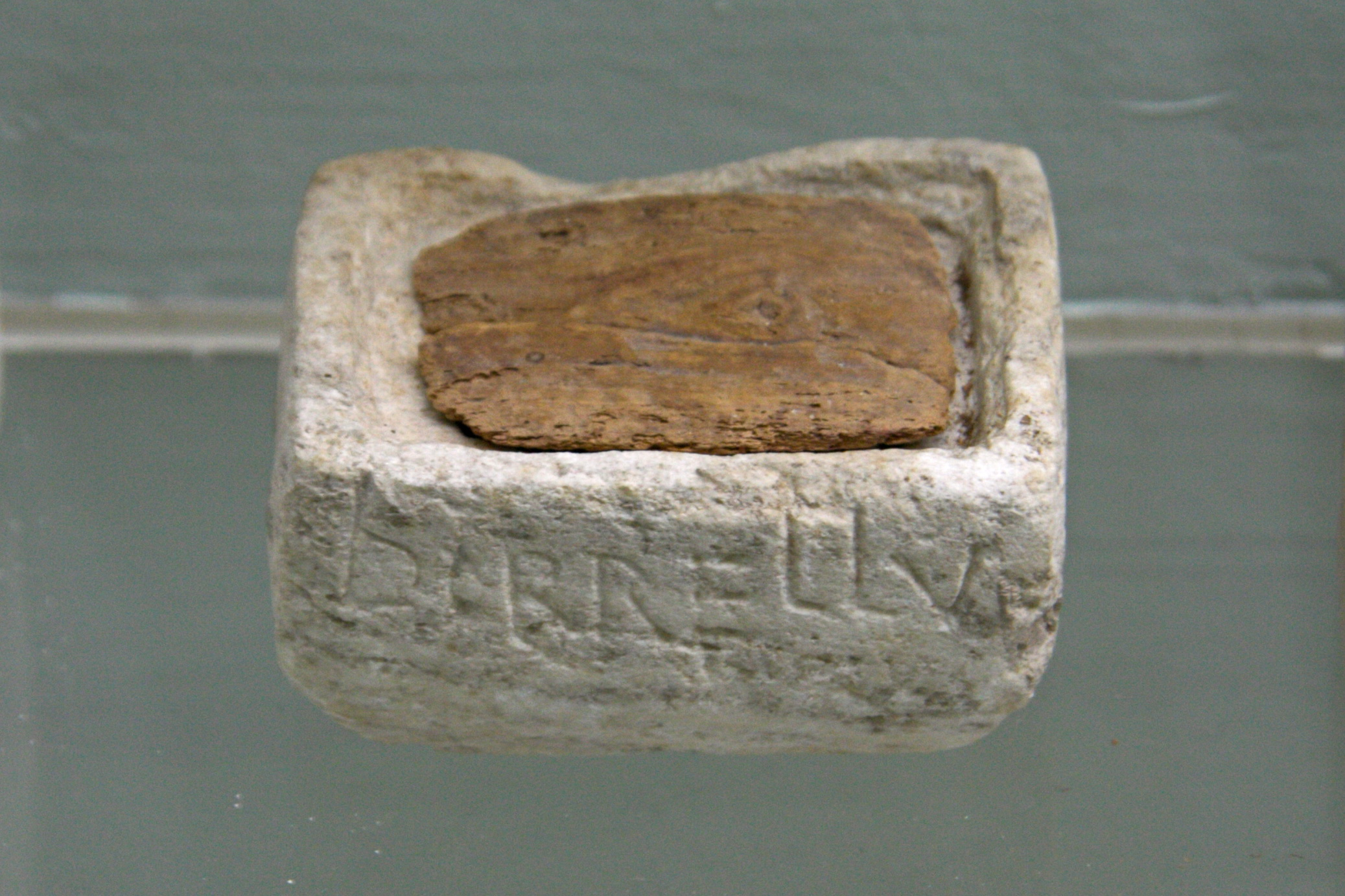
Lipsanoteca de Bestracà

- Anònim - Fragment de làpida paleocristiana d'Empúries
- Anònim - Ara portàtil del monestir de Sant Pere de Rodes
- Anònim - Crist en Majestat del monestir de Sant Miquel de Cruïlles
- Anònim - Lipsanoteca de Bestracà del Monestir de Sant Pere de Rodes.
- Anònim - Biga de Cruïlles del monestir de Sant Miquel de Cruïlles
- Anònim - Vas hispano-àrab de Sant Vicenç de Besalú
- Anònim - Homiliari de Beda de l'església de Sant Feliu de Girona
- Anònim - Pintures murals de l’absis de Sant Andreu de Pedrinyà (la Pera)
- Mestre d'Osormort - Pentecosta de Sant Joan de Bellcaire
- Anònim - La Lleona de Girona

### Gòtic
- Anònim - Martirologi d'Usuard, anteriorment al Reial Monestir de Santa Maria de Poblet
- Anònim - Mare de Déu de L'Esperança del Convent de Sant Francesc d'Assís de Girona
- Mestre Bartomeu (atribuït) - Calvari de la Catedral de Girona
- Anònim - Salvador Mundi
- Anònim - Taules de vitraller de la Catedral de Girona
- Bernat Martorell - Retaule de sant Pere de Púbol
- Mestre de Canapost - Retaule de la Mare de Déu de Canapost
- Lluís Borrassà - Retaule de Sant Miquel de Cruïlles del monestir de Sant Miquel de Cruïlles
- Joan Antigó, Honorat Borrassà i Francesc Vergós I - Retaule de Sant Miquel de l'església de Santa Maria de Castelló d'Empúries
- Pere Oller - Relleu d'alabastre de Pere Oller
- Jaume Cabrera - Retaule de la Pietat de la capella de Santa Caterina de l'església de Sant Genís de Torroella de Montgrí

### Renaixement
- Pere de Fontaines i Joan de Borgonya - Retaule de Sant Feliu de l'església de Sant Feliu de Girona
- Pere Mates - Retaule de Segueró
- Anònim - Tapís flamenc de la casa Brugués
- Jan Massys - Retaule de la Verge amb el nen i un àngel
- Anònim - Exvot de Carles V
- Joan de Borgonya - Taula de Santa Úrsula

### Barroc
- Francesc Generes (atribuït) - Casament de la Mare de Déu
- Anònim - Sant Roc
- Impremta Carreras - Xilografies
- Josep Tramulles - Martiri de Sant Sebastià

### Segles XIX-XX
- Ramon Martí i Alsina - Esbós per a El gran dia de Girona
- Joaquim Espalter i Rull - L'era cristiana
- Benet Mercadé - Colom a la Ràbida
- Joaquim Vayreda - La sega
- Joaquim Vayreda - Ramat al Prat
- Modest Urgell i Inglada - Platja de la Rabassada
- Modest Urgell i Inglada - Muralles de Girona
- Santiago Rusiñol - Entrada al cementiri de Sóller a la nit
- Santiago Rusiñol - Girona
- Josep Berga i Boix - Sometent a Catalunya
- Ricard Guinó - Bust de Prudenci Bertrana
- Miquel Blay i Fàbregas - Contra l'invasor
- Pelegrí Clavé - Jacob rep la túnica ensangonada del seu fill Josep
- Mela Mutermilch - L'Onyar a Girona
- Prudenci Bertrana i Comte - Nit de lluna a Girona
- Josep Aguilera i Martí - Mercat a Girona
- Josep Aguilera i Martí - Escalinata de Sant Martí
- Impremta Carreras - L'home del zodíac
- Fidel Aguilar - Cap de dona
- Jaume Pons Martí - Porta de Figuerola
- Jaume Pons Martí - El Cafè Vila
- Jaume Pons Martí - Portal de Girona
- Marià Vayreda Vila - Un combregar a muntanya (esbós)
- Romà Ribera i Cirera - Dona amb antifaç
- Antonio Graner Viñuelas - La barca. Girona